# Leucoloma caldense
Leucoloma caldense là một loài rêu trong họ Dicranaceae. Loài này được Müll. Hal. ex Ångstr. mô tả khoa học đầu tiên năm 1876.